# Joe Walker
Joe Walker (2 de outubro de 1963) é um editor cinematográfico britânico. Foi indicado ao Oscar e ao BAFTA por seu trabalho em 12 Years a Slave (2013).

## Filmografia
- Blade Runner 2049 (2017)
- Arrival (2016)
- Sicario (2015)
- Blackhat (2015)
- 12 Years a Slave (2013)
- Last Passenger (2013)
- Shame (2011)
- Life in a Day (2011)
- Brighton Rock (2010)
- Harry Brown (2009)
- The Escapist (2008)
- Hunger (2008)
- Never Again as Before (2005)
- Tabloid (2004)